# Viggo Tvergaard
Viggo Tvergaard (Odense, 19 de abril de 1943) é um engenheiro mecânico dinamarquês. É professor aposentado da Universidade Técnica da Dinamarca.
Recebeu a Medalha Timoshenko de 2017.